# Just
Just – imię męskie pochodzenia łacińskiego (łac. Iustus, Justus), oznaczające „słuszny, sprawiedliwy, właściwy”. Istnieje dwunastu świętych o tym imieniu.
Żeńskim odpowiednikiem jest Justa.
Just imieniny obchodzi 25 lutego, 28 maja, 21 lipca, 6 sierpnia, 14 października, 18 października i 10 listopada.
Święci noszący to imię:
- św. Just – pierwszy biskup diecezji La Seu d'Urgell (Seo de Urgel)
- św. Just z Tęgoborzy – pustelnik, jeden z pierwszych świętych polskich

Pozostałe postaci:
- Just II - biskup Seo de Urgel w latach (721-733)

Zobacz też:
- św. Jodok (Just)
- Saint-Just (Hérault)
- Saint-Just-d’Avray
- Saint-Just-et-Vacquières
- Just (singel Radiohead)
- Just (Tęgoborze)